# John Mahnken
John Emmanuel Mahnken (Jersey City, 16 giugno 1922 – Cambridge, 14 dicembre 2000) è stato un cestista statunitense, professionista nella NBL, nella BAA e nella NBA.

## Carriera
Detiene il record NBA per la peggiore percentuale dal campo di sempre con 27,2% (966 fatti e 2.591 sbagliati su 3.557 tiri tentati).

## Palmarès
- Campione NBL (1946)